# سرو كبير الثمار
السرو كبير الثمار أو سرو مونتيري (باللاتينية: Cupressus macrocarpa) نوع نباتي شجري ينتمي إلى جنس السرو من الفصيلة السروية.

## الانتشار
موطنه المناطق الساحلية في وسط ولاية كاليفورنيا في الولايات المتحدة.

## الراتنج
يحوي الراتنج المستخلص من السرو كبير الثمار على مركبات اللابذانات ومنها حمض إيزوكوبريسيك Isocupressic acid.